# Спорт в Сербии
Спорт — один из наиболее востребованных и популярных видов деятельности граждан Сербии. Спортом занимаются как профессионально, так и любительски, в свободное время.

## Виды спорта

### Баскетбол
Баскетбол является самым популярным видом спорта в Сербии. С учётом достижений сборных Югославии и союза Сербии и Черногории сборную Сербии можно считать одной из наиболее известных команд XX века.

### Биатлон
В биатлоне югославские и сербские спортсмены никогда не имели значительных успехов на международных соревнованиях. На Олимпийских играх в биатлоне они стали выступать с 1980 года, но никогда не входили даже в список тридцати лучших биатлонистов на каком-либо уровне. Также на международной арене этот вид спорта Сербии представлен только мужчинами.

### Водное поло
Водное поло — один из тех видов спорта в Сербии, в котором сербы довольно часто добиваются успехов. Национальный олимпийский комитет Сербии ежегодно определяет лучшие команды, и ватерполистская сборная Сербии завоёвывала этот титул в 2001 и 2003—2009 годах.
Старшая сборная под разным знамёнами — Югославии, Сербии и Черногории и Сербии четырежды (в 1986, 1991, 2005 и 2009 годах) выигрывала чемпионат мира, в 2001 году стала второй, а также четырежды становилась третьей. На Олимпиадах завоевала золотые медали в 1968, 1984 и 1988 годах, а также пять серебряных и две бронзовые. Чемпионами Европы становились в 1991, 2001, 2003 и 2006 годах (причём в 2006 году они были хозяевами первенства), а итого наград в европейских первенствах насчитывается 14. В мировой лиге сборная Сербии побеждала шесть раз, ещё один раз становилась серебряным призёром и один раз бронзовым, а на Кубке мира побеждала 4 раза, один раз становилась второй и дважды третьей.
Основным клубом для сборной является «Партизан», который имеет в своём активе 24 титула чемпиона Сербии и 22 кубка Сербии. Известнейшими ватерполистами являются Игорь Миланович, Александар Шоштар, Владимир Вуясинович, Александар Шапич и Ваня Удовичич.

### Плавание
Наиболее известные пловцы: Милорад Чавич и Наджа Хигл.

### Стрелковый спорт
Наиболее известный стрелок — Ясна Шекарич, которая участвовала ещё в Олимпиаде в Барселоне как независимый олимпийский участник (югославов официально не допускали на Игры).

### Танковый биатлон
Один из новых видов спорта стал одним из самых популярных в стране. С 2014 года представители Сербии участвуют на чемпионате мира по танковому биатлону, который организовывается российской стороной. Состав сборной формируется по результатам национального чемпионата по танковому биатлону.

### Теннис
Один из наиболее популярных видов спорта в Сербии. Наиболее известные теннисисты: Елена Янкович, Новак Джокович, Ненад Зимонич, Янко Типсаревич, Ана Иванович

### Футбол
Футбол является самым популярным видом спорта в Сербии. С учётом достижений сборных Югославии и союза Сербии и Черногории сборную Сербии можно считать одной из наиболее известных команд XX века, однако в своей независимой истории (с 2006 года) сборная смогла выступить только на Олимпиаде-2008 и чемпионате мира 2010.